# 仕事 (企業)
株式会社仕事（しごと）は、東京都港区に所在する日本の芸能事務所・制作会社。日本芸能マネージメント事業者協会会員。

## 概要
1968年8月、劇団俳優座映画放送部から独立した形で、俳優座映画放送株式会社を創立。1985年9月、俳優座から分離独立し、現在の社名に変更した。俳優座時代から、俳優マネージメントを業務の中心に据え、仲代達矢主宰の「無名塾」のマネージメントも行っている。テレビドラマ・映画・舞台の制作も手掛けている。

## 所属俳優
無名塾所属
- 仲代達矢
- 野崎海太郎
- 松崎謙二
- 赤羽秀之
- 中山研
- 鈴木豊
- 平井真軌
- 森岡弘一郎
- 神林茂典
- 鎌倉太郎
- 進藤健太郎
- 小宮久美子
- 西山知佐
- 菅原あき
- 山本雅子
- 江間直子
- 樋口泰子
- 長尾奈奈
- 円地晶子
- 篠山美咲

その他
- 早川純一
- 小林尚臣
- 湯沢紀保
- 益岡徹
- 永野典勝
- 外波山流太
- 大川ひろし
- 御道由紀子
- 藤本喜久子
- 松本舞
- 奥山智恵野
- 山内理沙
- 岡部恭子
- 小森あかね
- 水谷理砂

## 過去の主な所属俳優
- 花沢徳衛（故人）
- 相馬剛三 (故人)
- 新克利
- 牧よし子
- 村上新悟
- 山本亘
- 山辺有紀
- 菅井きん（故人）
- 山本清
- 片桐夕子（故人）
- 無名塾出身者
  - 役所広司
  - 若村麻由美
  - 隆大介（故人）
  - 長森雅人
  - 田中実（故人）
  - 笠原紳司
  - 滝藤賢一
  - 岡本舞
  - 渡辺梓（無名塾に籍を置いたまま、東映マネージメントへ移籍）
  - 中原果南（オフィスPSCへ移籍）